# Baby (Briga)
Baby è un singolo del cantautore italiano Briga, pubblicato il 5 luglio 2019.
Il singolo è stato realizzato con la partecipazione vocale del duo italiano Jas & Jay.

## Tracce
1. Baby (ft. Jas & Jay) – 3:09